# Eucoccidophagus
Eucoccidophagus is een geslacht van vliesvleugeligen uit de familie Encyrtidae. De wetenschappelijke naam van dit geslacht is voor het eerst geldig gepubliceerd in 1963 door Hoffer.

## Soorten
Het geslacht Eucoccidophagus omvat de volgende soorten:
- Eucoccidophagus adrianae Guerrieri, 1994
- Eucoccidophagus biroi (Erdös, 1955)
- Eucoccidophagus breviventris (Kurdjumov, 1912)
- Eucoccidophagus ferganensis Sharipov, 1979
- Eucoccidophagus karelianus Sharkov, 1988
- Eucoccidophagus semiluniger (Hoffer, 1959)